# Grupa Amora
Grupa Amora – grupa planetoid o półosi wielkiej większej niż 1 au, których peryhelia nieznacznie wykraczają poza orbitę Ziemi (1,017 – 1,3 au). Jest to jedna z czterech grup tzw. planetoid bliskich Ziemi. Planetoidy z tej grupy często przecinają orbitę Marsa, nie przecinają jednak orbity Ziemi. Typowym przedstawicielem tej grupy jest (433) Eros. Nazwa grupy pochodzi od planetoidy (1221) Amor.
Według stanu na 13 marca 2025 roku znanych było 13 357 planetoid należących do tej grupy, z czego 1337 miało nadane numery, a 82 z nich także nazwy własne.